# Le Lit de l'étrangère
Le Lit de l'étrangère (سرير الغربة) est un recueil de poèmes de Mahmoud Darwich, paru en 1999 et publié en traduction française en 2000.

## Sujet du recueil
Le recueil a pour sujet l'amour, le sentiment amoureux. Il s'agit ici d'amour entre une femme et un homme.
Dans ces poèmes, le sentiment amoureux n'empêche pas que l'autre garde une part d'étrangeté. « L'amour ajointe « unis mais séparés » deux étrangers ».
Le poète palestinien de langue arabe « convoque à sa table l'Orient et l'Occident dans deux formes classiques de la poésie amoureuse, le sonnet et le ghazal ».